# Suchodol (Příbrami járás)
Suchodol település Csehországban, a Příbrami járásban. Suchodol Pičín, Dubno, Kotenčice, Trhové Dušníky, Dubenec, Občov, Drásov és Dlouhá Lhota településekkel határos. Lakosainak száma 415 fő (2024. január 1.).

## Népesség
A település lakosságának változását az alábbi diagram mutatja:
| Lakosok száma | 417  | 346  | 330  | 278  | 260  | 275  | 364  | 375  | 406  | 415  |
|               | 1869 | 1890 | 1921 | 1950 | 1980 | 2001 | 2017 | 2019 | 2022 | 2024 |